# حزب الاستقلال الفلسطيني
حزب الاستقلال الفلسطيني حزب قومي عربي تأسس في القدس في آب عام 1932.

## خلفيات التأسيس
تأسس الحزب خلال فترة عصيبة مر بها الوطن العربي عموماً وفلسطين خصوصًا، تمثلت بتصاعد الهجرة اليهودية وغياب رد عربي أو فلسطيني فاعل.
جاءت انطلاقة حزب الاستقلال بعد أحداث شهدتها الساحة الفلسطينية، شجعت التيار القومي– وهو المنبع الفكري لقيادات الحزب- للدخول إلى ساحة العمل السياسي والوطني، وقد ساهم في تصاعد هذا التيار فلسطينياً عدد من الأسباب :
1. انتشار المد القومي في الساحة العربية عموماً.
2. التذمر الشعبي الفلسطيني من السياسات المهادنة التي انتهجتها القيادة الفلسطينية آنذاك.
3. تدهور الأوضاع الاقتصادية والاجتماعية للفلسطينيين بفعل السياسة البريطانية المعادية.

تعود جذور تأسيس الحزب إلى العام 1919 في دمشق، حين نادت مجموعة من القوميين أطلق عليهم (عصبة الاستقلاليين) باستقلال سورية والوحدة العربية ورفض وعد بلفور والهجرة اليهودية. وهم: رشيد طليع، أحمد مريود، عادل أرسلان، فؤاد سليم، أحمد حلمي عبد الباقي، نبيه العظمة، سامي السراج، سعيد عمون، عادل العظمة، خير الدين الزركلي، عثمان قاسم.

## الهيئة التأسيسية للحزب
تكونت الهيئة التأسيسية للحزب من شخصيات ذات ثقل وطني وقومي مثلت المدن الكبرى (القدس ونابلس ويافا وحيفا) والقوى الرئيسية في المجتمع الفلسطيني وهم: عوني عبد الهادي، محمد عزة دروزة، صبحي الخضراء، رشيد الحاج إبراهيم، معين الماضي، سليم سلامة، فهمي العبوشي، أكرم زعيتر، عجاج نويهض، حمدي الحسيني، حربي الأيوبي، محمد علي الصالح.
ويذكر محمد عزة دروزة أن عز الدين القسام انضم إلى الحزب من خلال فرعه في حيفا.
تولى دروزة منصب الأمين العام للحزب منذ تأسيسه وحتى عام 1947.

## إعلام الحزب
أصدر عجاج نويهض القيادي في الحزب مجلة (العرب) التي ساهمت بنشر الوعي الفكري والسياسي، وأضحت لسان حال الحزب تنطق باسمه وتعبر عن مواقفه من مختلف المستجدات السياسية والاقتصادية على الساحة الفلسطينية، فضلاً عن أنها غدت منبرًا للأقلام الاستقلالية والوحدوية من خارج فلسطين وداخلها.